# Didea fasciata
Didea fasciata es una especie de mosca sírfida. Se distribuyen por Eurasia y América del Norte.